# Stoomreforming
Stoomreforming (kortweg reforming genoemd) is een chemisch proces waarbij een koolwaterstof in aanwezigheid van stoom en/of zuurstofgas en eventueel een katalysator wordt omgezet in een waterstofrijk gasmengsel, ook wel reformaat genoemd.
De meeste toegepaste reformeringstechniek, tevens de meest toegepaste methode om waterstofgas te maken, is stoomreforming van aardgas. Hierbij wordt aardgas samengevoegd met stoom bij een temperatuur van 850°C en een druk van 25 bar:
{\displaystyle {\ce {CH4 + 2H2O -> CO2 + 4H2}}}
Feitelijk vindt de reactie plaats in twee stappen, die beide evenwichtsreacties zijn:
{\displaystyle {\ce {CH4 + H2O <=> CO + 3H2}}}
{\displaystyle {\ce {CO + H2O <=> CO2 + H2}}}
Deze laatste is de zogenaamde water-gas-shift-reactie.
Het waterstofrijke gasmengsel dat ontstaat bevat naast koolstofdioxide ook koolstofmonoxide dat bij toepassing in lagetemperatuurbrandstofcellen nadelig is voor de levensduur van de anodekatalysator. Door enkele extra chemische processtappen (water-gas-shift-reactie) wordt het koolstofmonoxide verwijderd.